# Takayuki Morimoto
Takayuki Morimoto (Kawasaki, 7 de maio de 1988) é um futebolista japonês que atua como atacante. Atualmente, joga pelo Avispa Fukuoka.

## Seleção nacional
Morimoto fez parte do elenco da Seleção Japonesa de Futebol, nas Olimpíadas de 2008.